# Isonokami no Maro
Isonokami no Maro (石上麻呂?  640 - 3 de marzo, 717) fue un noble de la corte imperial japonesa que vivió durante el período Asuka y a principios del período Nara . Su nombre original era Mononobe no Muraji, pero más tarde éste sería modificado bajo decreto imperial por Mononobe no Ason y posteriormente sería conocido como Isonokami no Ason. Alcanzó el rango cortesano de shō ni-i (正二位正二), sadaijin (左大臣), y el de ju ichi-i (従 一 位) póstumamente.

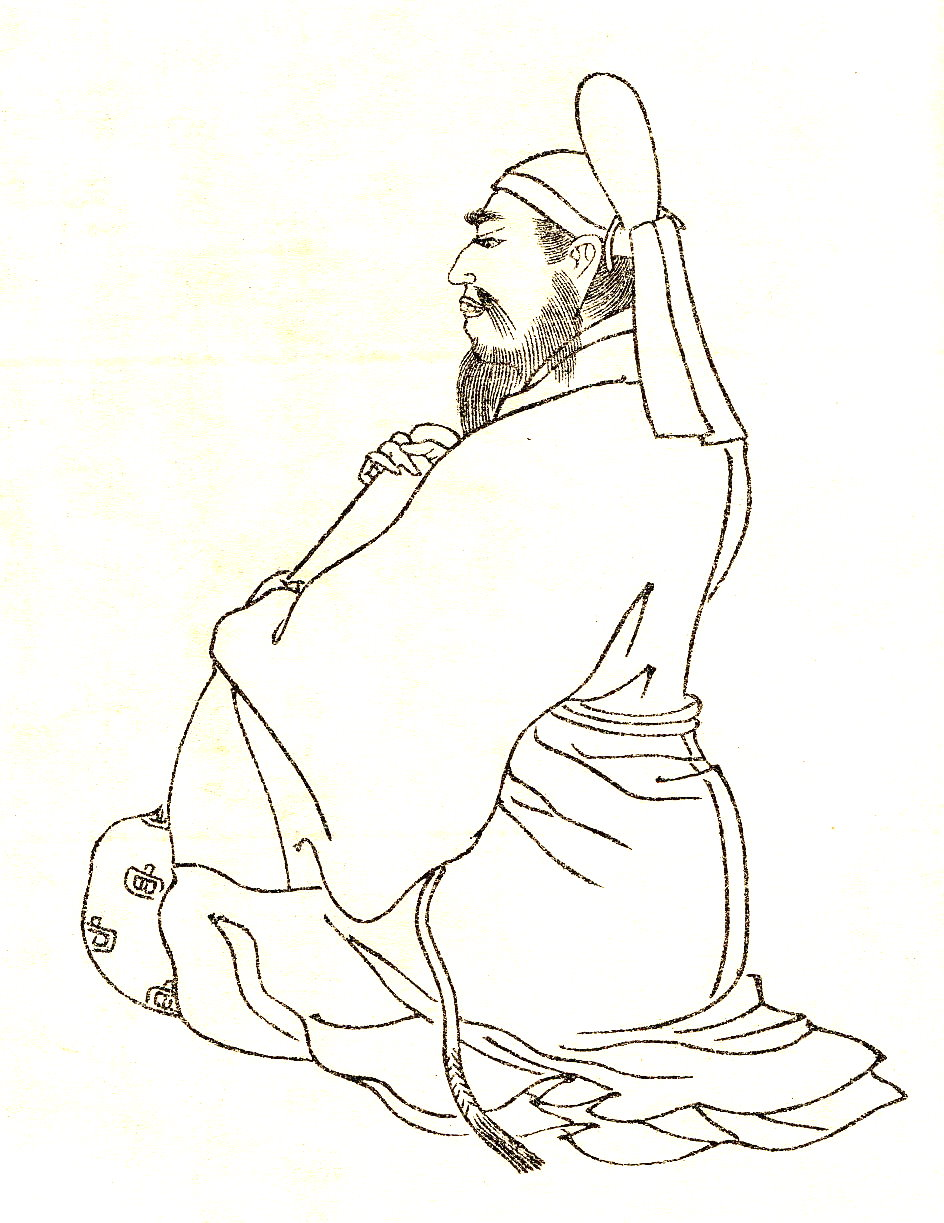
Isonokami no Maro, dibujo hecho por Kikuchi Yōsai, tomado del Zenken Kojitsu.

En el año 672, apoyó al Príncipe Ōtomo (más tarde conocido como emperador Kōbun) en la Guerra Jinshin hasta que este fuera derrotado y se viera obligado a suicidarse. Recibió el perdón y fue enviado como embajador a Silla en 676. A su regreso sirvió como juez (法官), y como jefe del gobierno regional de Kyūshū (Dazaifu) en el año 700. Se involucró principalmente en el ámbito de la política, siendo promovido a Dainagon (大納言) en 701 y llegando al rango cortesano de Udaijin (右大臣) en 704 y nuevamente en 708. Entre 715 y el año de su muerte en 717, Maro era considerado el hombre más poderoso del daijō-kan.
También se cree que fue el modelo en el cual se basó Isonokami no Marotari (石上まろたり), uno de los cinco pretendientes de la Princesa Kaguya en El cuento del cortador de bambú.

## Subida al poder
Mononobe no Maro aparece por primera vez documentado en los registros históricos tras la conclusión de la Guerra Jinshin en el año 672, bajo las órdenes del príncipe Ōtomo. Sus actividades durante la guerra son desconocidas, pero Maro, junto con otros cortesanos, siguieron al príncipe hasta su eventual derrota y posterior suicidio.
En 676, Maro fue enviado a Silla como embajador, periodo en el cual ambas naciones realizaban gran cantidad de intercambios ya sea culturales o comerciales. Su estadía en la península coreana sería de tan solo cuatro meses. Se desconoce por qué el emperador Tenmu concedió a Maro tal posición de importancia después de que este hubiera colaborado con su aspirante rival al trono. Muchos piensan que su lealtad al servicio de su señor hasta el final le ganó un cierto respeto por parte de sus rivales, pero otros lo justifican gracias al servicio meritorio de Enoi no Okimi, también perteneciente al clan Mononobe, que lucho bajo el mando de la facción victoriosa y pudo haber influido en el compasivo tratamiento que recibieron sus parientes caídos en desgracia. Cuatro meses después del regreso de Maro, Okimi fallecería y sería nombrado póstumamente jefe de la familia.
Con la reforma del sistema kabane en 684, el kabane del clan Mononobe fue cambiado de Muraji a uno de mayor jerarquía, Ason, y posteriormente el nombre del clan cambiaría a Isonokami que era el lugar donde se encontraba el santuario de Isonokami que a su vez era un arsenal donde el clan Monbobe gozaba de influencia. Al fallecer el emperador Tenmu, a Maro se le encomendó pronunciar un mensaje de condolencia como representante del ministerio de justicia.
En 689, Maro fue enviado con Ishikawa no Mushina (石川虫名) a la provincia de Tsukushi para entregar documentos y diplomas relacionados al ministerio de justicia. Participó en la ceremonia de entronización de la emperatriz Jitō en 690 y en el año 700 fue puesto a cargo del gobierno regional de Kyūshū (Dazaifu).
En 701, fue promovido al rango cortesano shō san-mi (正三位) y posteriormente sería ascendido de chūnagon a dainagon tras la ratificación y puesta en práctica del nuevo Código Taihō . Más tarde en ese mismo año, Tajihi no Shima moriría, y Maro sería enviado junto con el príncipe Osakabe para entregar un regalo del emperador a su casa. Cuando el udaijin Abe no Miushi murió en 703 y Maro fue enviado por orden del emperador a entregar regalos y condolencias.

## Como Udaijin
En 704, Maro poseía el rango de ju ni-i (従二 位), hasta que fue ascendido al rango udaijin. Ahora era el segundo oficial más alto rango después del chi-daijō-kanji (知太政官事). el cual era ocupado por el príncipe Osakabe, y se convertía en el funcionario de más alto rango fuera de la familia imperial. En 705, Osakabe fue reemplazado como chi-daijō-kanji por el príncipe Hozumi.
En 708, a Maro se le concedió el rango de shō ni-i (正二 位), junto con Fujiwara no Fuhito. Dos meses más tarde, Maro sería promovido a la posición vacante de sadaijin, y a Fuhito se le asignaría el rango de Udaijin al quedar este vacante. Sin embargo, Fuhito sería considerado como el verdadero poseedor del poder político en la corte imperial.
En 710, la capital sería trasladada a Heijō-kyō (平城京), y se le encomendó a Maro la administración de la antigua capital. Cuatro meses más tarde, recibiría grandes felicitaciones por parte de la corte imperial y otros magistrados civiles y militares debido a que su sirviente, Musa no Saga (牟佐相摸), ofreció al emperador un melón auspicioso.
En 715, al fallecer el príncipe Hozumi, Maro pudo convertirse en el cortesano de mayor rango. El 3 de marzo de 717, Maro moriría a la edad de 78 años. La emperatriz Genshō lamentó profundamente su pérdida, enviando al príncipe Nagaya y a Tajihi no Miyakemaro (多治比三宅麻呂?) para entregarle sus condolencias a su hogar, además la corte imperial también le otorgó el rango póstumo de ju Ichi-i (従 一位). Todos los magistrados del daijō-kan, los nobles por encima del quinto rango y los por debajo del sexto rango enviaron sus condolencias a la familia del difunto. El Shoku Nihongi registra que no hubo ninguno entre los presentes que no lloró su pérdida durante los rituales funerarios (追慕 し 痛惜 し な い 百姓はなかった). Incluso ocho meses después de muerto su familia recibió regalos adicionales de seda, hilo, algodón y tela por parte de la corte imperial.

## Genealogía
- Padre: Mononobe no Umaro (物部宇麻呂, también 馬古, 宇麻乃?)
- Madre: Desconocida
- Esposa: Desconocida
  - Hijo: Isonokami no Azumabito (石上東人?)
  - Hijo: Isonokami no Katsuo (石上勝男?)
  - Hijo: Isonokami no Otomaro (石上乙麻呂?  ?-750)
  - Hijo: Isonokami no Morō (石上諸男?)
  - Hijo: Isonokami no Ōshima (石上大島?)
  - Hija: Esposa principal de Fujiwara no Umakai